# Maratshwane
Maratshwane – wieś w Botswanie w dystrykcie Kweneng. Według spisu ludności z 2011 roku wieś liczyła 305 mieszkańców.